# Ontpitter
Een ontpitter is keukengerei waarmee een harde pit eenvoudig kan worden verwijderd uit een vrucht, waarbij de vrucht zelf relatief weinig wordt beschadigd. De ontpitter wordt vooral gebruikt bij zacht fruit, zoals kersen en pruimen, en bij olijven.
Om een vrucht te ontpitten wordt die neergelegd op een plateautje met een gat daarin. Van de bovenkant wordt een pin door de vrucht gestoken die de pit naar beneden duwt zodat die de vrucht verlaat en door het gat in het plateautje valt. Meestal wordt de pin de vrucht in gestoken op de aanhechtingsplaats van het steeltje.

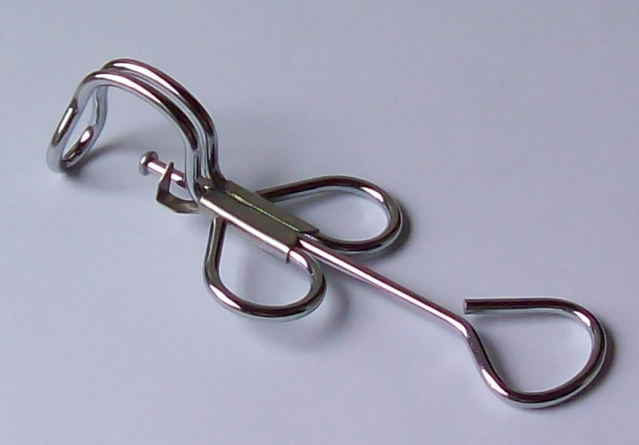
Kersontpitter
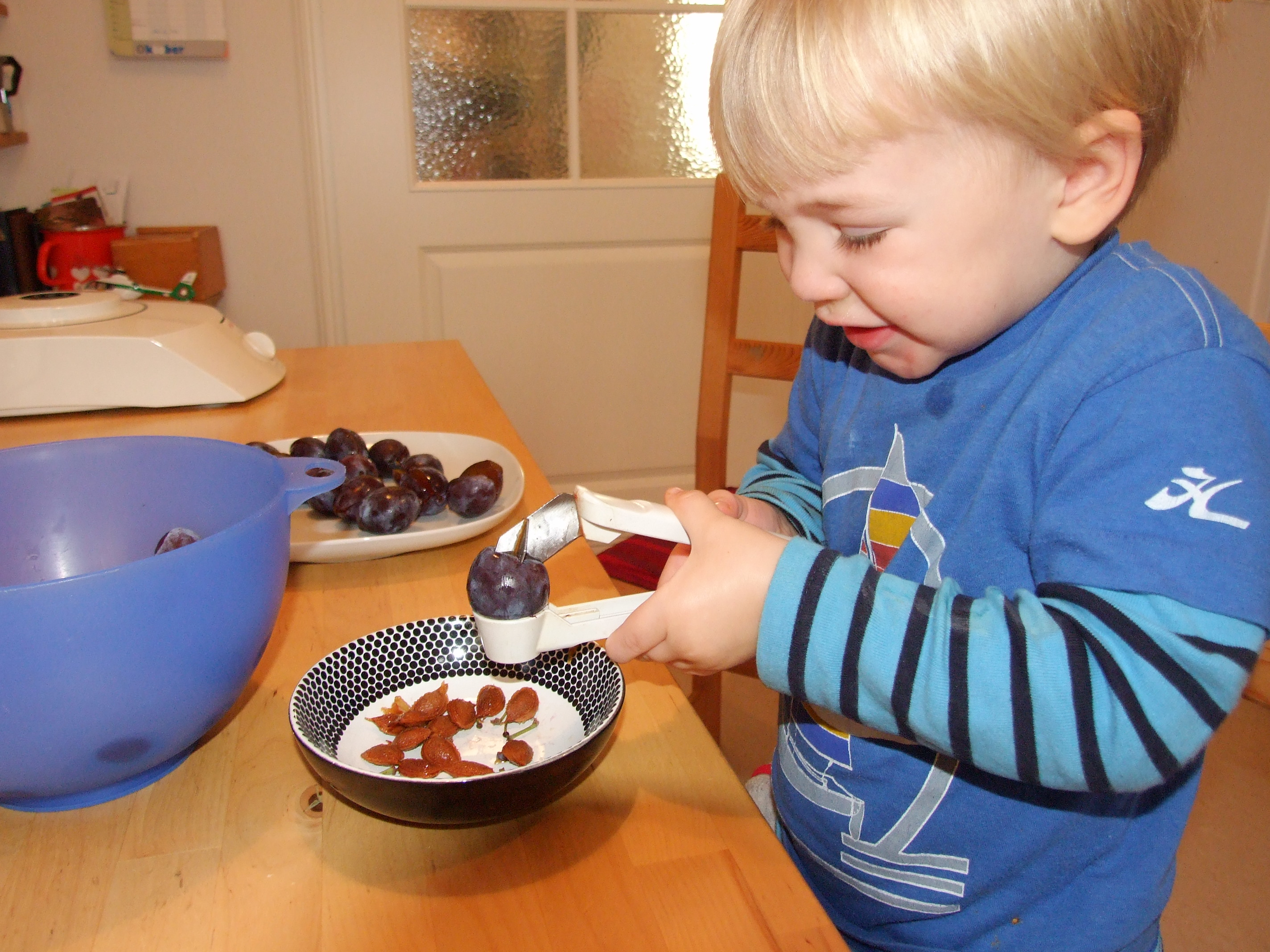
Kind ontpit pruimen
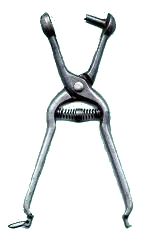
Olijfontpitter